# Llista de traspassos de clubs de futbol de primera divisió espanyola al mercat d'estiu de 2022
La següent és una llista de traspassos de clubs de la primera divisió espanyola de futbol al mercat d'estiu previ a la temporada 2022-23.

## Almeria

#### Entrades
| Data            | Jugador           | Des de                   | Tipus                 | Cost              | Ref    |
| --------------- | ----------------- | ------------------------ | --------------------- | ----------------- | ------ |
| 5 juny 2022     | Srđan Babić       | Estrella Roja de Belgrad | Clàusula de rescissió | No revelat        | [ 2 ]  |
| 6 juny 2022     | Alejandro Pozo    | Sevilla FC               | Clàusula de rescissió | No revelat        | [ 3 ]  |
| 23 juny 2022    | Gui Guedes        | Vitória de Guimarães     | Traspàs               | No revelat        | [ 4 ]  |
| 30 juny 2022    | Dragan Rosić      | Albacete Balompié        | Retorna de cessió     | Retorna de cessió | [ 5 ]  |
| 6 juliol 2022   | Houboulang Mendes | FC Lorient               | Traspàs               | No revelat        | [ 6 ]  |
| 7 juliol 2022   | Martin Šviderský  | Manchester United FC     | Traspàs               | Sense cost        | [ 7 ]  |
| 11 juliol 2022  | Kaiky             | Santos FC                | Traspàs               | €7m               | [ 8 ]  |
| 11 juliol 2022  | Marko Milovanović | FK Partizan              | Traspàs               | No revelat        | [ 9 ]  |
| 10 agost 2022   | Fernando Pacheco  | Alavés                   | Traspàs               | No revelat        | [ 10 ] |
| 11 agost 2022   | Léo Baptistão     | Santos FC                | Traspàs               | No revelat        | [ 11 ] |
| 24 agost 2022   | Adri Embarba      | RCD Espanyol             | Traspàs               | No revelat        | [ 12 ] |
| 1 setembre 2022 | Lázaro            | Flamengo                 | Traspàs               | No revelat        | [ 13 ] |
| 1 setembre 2022 | Gonzalo Melero    | Llevant UE               | Traspàs               | No revelat        | [ 14 ] |
| 1 setembre 2022 | El Bilal Touré    | Reims                    | Traspàs               | No revelat        | [ 15 ] |

#### Sortides
| Data            | Jugador          | A              | Tipus             | Cost              | Ref           |
| --------------- | ---------------- | -------------- | ----------------- | ----------------- | ------------- |
| 1 juliol 2022   | Aitor Buñuel     | Alliberat      | Alliberat         | Alliberat         | [ 16 ]        |
| 1 juliol 2022   | Giorgi Makaridze | Alliberat      | Alliberat         | Alliberat         | [ 16 ]        |
| 1 juliol 2022   | Nélson Monte     | Dnipro-1       | Retorna de cessió | Retorna de cessió | [ 16 ]        |
| 17 juliol 2022  | Javi Robles      | CF Fuenlabrada | Cessió            | Cessió            | [ 17 ]        |
| 19 juliol 2022  | Daniel Carriço   | Alliberat      | Alliberat         | Alliberat         | [ 18 ]        |
| 22 juliol 2022  | Juan Villar      | SD Huesca      | Traspàs           | Sense cost        | [ 19 ] [ 20 ] |
| 11 agost 2022   | Nikola Maraš     | Alavés         | Cessió            | Cessió            | [ 21 ]        |
| 24 agost 2022   | José Carlos Lazo | RCD Espanyol   | Traspàs           | No revelat        | [ 22 ]        |
| 30 agost 2022   | Dragan Rosić     | Alliberat      | Alliberat         | Alliberat         | [ 23 ]        |
| 1 setembre 2022 | Arvin Appiah     | CD Tenerife    | Cessió            | Cessió            | [ 24 ]        |
| 1 setembre 2022 | Umar Sadiq       | Reial Societat | Traspàs           | No revelat        | [ 25 ]        |
| 1 setembre 2022 | Curro Sánchez    | Burgos CF      | Traspàs           | Sense cost        | [ 26 ] [ 27 ] |

## Athletic Club

#### Entrades
| Data          | Jugador        | Des de                 | Tipus   | Cost       | Ref    |
| ------------- | -------------- | ---------------------- | ------- | ---------- | ------ |
| 3 juliol 2022 | Gorka Guruzeta | SD Amorebieta          | Traspàs | No revelat | [ 28 ] |
| 27 agost 2022 | Ander Herrera  | Paris Saint-Germain FC | Cessió  | Cessió     | [ 29 ] |

#### Sortides
| Data           | Jugador          | A             | Tipus     | Cost       | Ref    |
| -------------- | ---------------- | ------------- | --------- | ---------- | ------ |
| 4 juliol 2022  | Jokin Ezkieta    | Alliberat     | Alliberat | Alliberat  | [ 30 ] |
| 7 juliol 2022  | Juan Artola      | Burgos CF     | Cessió    | Cessió     | [ 31 ] |
| 7 juliol 2022  | Iñigo Córdoba    | Alliberat     | Alliberat | Alliberat  | [ 32 ] |
| 13 juliol 2022 | Youssouf Diarra  | Córdoba CF    | Traspàs   | No revelat | [ 33 ] |
| 13 juliol 2022 | Iñigo Vicente    | Alliberat     | Alliberat | Alliberat  | [ 34 ] |
| 14 juliol 2022 | Imanol           | SD Eibar      | Cessió    | Cessió     | [ 35 ] |
| 14 juliol 2022 | Beñat Prados     | CD Mirandés   | Cessió    | Cessió     | [ 36 ] |
| 20 juliol 2022 | Unai Núñez       | Celta de Vigo | Cessió    | Cessió     | [ 37 ] |
| 10 agost 2022  | Álex Petxarroman | FC Andorra    | Cessió    | Cessió     | [ 38 ] |
| 11 agost 2022  | Nico Serrano     | CD Mirandés   | Cessió    | Cessió     | [ 39 ] |
| 26 agost 2022  | Peru Nolaskoain  | SD Eibar      | Cessió    | Cessió     | [ 40 ] |

## Atlètic de Madrid

#### Entrades
| Data           | Jugador         | Des de               | Tipus             | Cost              | Ref.   |
| -------------- | --------------- | -------------------- | ----------------- | ----------------- | ------ |
| 1 juliol 2022  | Álvaro Morata   | Juventus FC          | Retorna de cessió | Retorna de cessió | [ 41 ] |
| 1 juliol 2022  | Ivo Grbić       | Lille OSC            | Retorna de cessió | Retorna de cessió | [ 42 ] |
| 1 juliol 2022  | Santiago Arias  | Granada CF           | Retorna de cessió | Retorna de cessió | [ 43 ] |
| 6 juliol 2022  | Axel Witsel     | Borussia Dortmund    | Traspàs           | Sense cost        | [ 44 ] |
| 8 juliol 2022  | Samuel Lino     | Gil Vicente FC       | Traspàs           | €6.5M             | [ 45 ] |
| 28 juliol 2022 | Nahuel Molina   | Udinese Calcio       | Traspàs           | €10M              | [ 46 ] |
| 30 agost 2022  | Sergio Reguilón | Tottenham Hotspur FC | Cessió            | Cessió            | [ 47 ] |

#### Sortides
| Data            | Jugador          | A                    | Tipus       | Cost        | Ref.   |
| --------------- | ---------------- | -------------------- | ----------- | ----------- | ------ |
| 30 juny 2022    | Benjamin Lecomte | AS Monaco            | End of loan | End of loan | [ 48 ] |
| 1 juliol 2022   | Luis Suárez      | Nacional             | Alliberat   | Alliberat   | [ 49 ] |
| 2 juliol 2022   | Šime Vrsaljko    | Olympiakos FC        | Alliberat   | Alliberat   | [ 50 ] |
| 4 juliol 2022   | Giuliano Simeone | Reial Saragossa      | Cessió      | Cessió      | [ 51 ] |
| 7 juliol 2022   | Héctor Herrera   | Houston Dynamo       | Alliberat   | Alliberat   | [ 52 ] |
| 21 juliol 2022  | Vitolo           | UD Las Palmas        | Cessió      | Cessió      | [ 53 ] |
| 27 juliol 2022  | Manu Sánchez     | CA Osasuna           | Cessió      | Cessió      | [ 54 ] |
| 28 juliol 2022  | Samuel Lino      | València CF          | Cessió      | Cessió      | [ 55 ] |
| 29 juliol 2022  | Nehuén Pérez     | Udinese Calcio       | Traspàs     | No revelat  | [ 56 ] |
| 1 agost 2022    | Rodrigo Riquelme | Girona FC            | Cessió      | Cessió      | [ 57 ] |
| 3 agost 2022    | Sergio Camello   | Rayo Vallecano       | Cessió      | Cessió      | [ 58 ] |
| 12 agost 2022   | Daniel Wass      | Brøndby IF           | Traspàs     | €1.5M       | [ 59 ] |
| 25 agost 2022   | Germán Valera    | FC Andorra           | Cessió      | Cessió      | [ 60 ] |
| 29 agost 2022   | Renan Lodi       | Nottingham Forest FC | Cessió      | Cessió      | [ 61 ] |
| 1 setembre 2022 | Marcos Paulo     | CD Mirandés          | Cessió      | Cessió      | [ 62 ] |

## FC Barcelona

#### Entrades
| Data            | Jugador             | Des de          | Tipus   | Cost       | Ref    |
| --------------- | ------------------- | --------------- | ------- | ---------- | ------ |
| 4 juliol 2022   | Andreas Christensen | Chelsea FC      | Traspàs | Sense cost | [ 63 ] |
| 4 juliol 2022   | Franck Kessié       | AC Milan        | Traspàs | Sense cost | [ 63 ] |
| 15 juliol 2022  | Raphinha            | Leeds United FC | Traspàs | £55m       | [ 64 ] |
| 19 juliol 2022  | Robert Lewandowski  | Bayern de Múnic | Traspàs | £45m       | [ 65 ] |
| 29 juliol 2022  | Jules Koundé        | Sevilla         | Traspàs | £50m       | [ 66 ] |
| 1 setembre 2022 | Héctor Bellerín     | Arsenal FC      | Traspàs | Sense cost | [ 67 ] |
| 2 setembre 2022 | Marcos Alonso       | Chelsea FC      | Traspàs | Sense cost | [ 68 ] |

#### Sortides
| Data            | Jugador                   | A                    | Tipus                 | Cost       | Ref           |
| --------------- | ------------------------- | -------------------- | --------------------- | ---------- | ------------- |
| 12 maig 2022    | Philippe Coutinho         | Aston Villa FC       | Clàusula de rescissió | £17m       | [ 69 ]        |
| 1 juliol 2022   | Dani Alves                | Alliberat            | Alliberat             | Alliberat  | [ 70 ]        |
| 1 juliol 2022   | Ferran Jutglà             | Club Brugge          | Traspàs               | No revelat | [ 71 ]        |
| 8 juliol 2022   | Clément Lenglet           | Tottenham Hotspur FC | Cessió                | Cessió     | [ 72 ]        |
| 12 juliol 2022  | Rey Manaj                 | Watford FC           | Traspàs               | No revelat | [ 73 ]        |
| 13 juliol 2022  | Francisco Trincão         | Sporting CP          | Cessió                | Cessió     | [ 74 ]        |
| 19 juliol 2022  | Moussa Wagué              | Gorica               | Traspàs               | No revelat | [ 75 ] [ 76 ] |
| 30 juliol 2022  | Óscar Mingueza            | Celta de Vigo        | Traspàs               | No revelat | [ 77 ]        |
| 4 agost 2022    | Riqui Puig                | LA Galaxy            | Traspàs               | No revelat | [ 78 ]        |
| 7 agost 2022    | Neto                      | AFC Bournemouth      | Traspàs               | Sense cost | [ 79 ]        |
| 13 agost 2022   | Nico González             | València CF          | Cessió                | Cessió     | [ 80 ]        |
| 15 agost 2022   | Álex Collado              | Elx CF               | Cessió                | Cessió     | [ 81 ]        |
| 25 agost 2022   | Samuel Umtiti             | US Lecce             | Cessió                | Cessió     | [ 82 ]        |
| 30 agost 2022   | Mika Mármol               | FC Andorra           | Traspàs               | No revelat | [ 83 ]        |
| 1 setembre 2022 | Pierre-Emerick Aubameyang | Chelsea FC           | Traspàs               | £12m       | [ 84 ]        |
| 1 setembre 2022 | Martin Braithwaite        | RCD Espanyol         | Traspàs               | Sense cost | [ 85 ] [ 86 ] |
| 1 setembre 2022 | Sergiño Dest              | AC Milan             | Cessió                | Cessió     | [ 87 ]        |
| 1 setembre 2022 | Abde Ezzalzouli           | CA Osasuna           | Cessió                | Cessió     | [ 88 ]        |
| 1 setembre 2022 | Miralem Pjanić            | Sharjah              | Traspàs               | Sense cost | [ 89 ] [ 90 ] |

## Betis

#### Entrades
| Data          | Jugador       | Des de         | Tipus                 | Cost       | Ref    |
| ------------- | ------------- | -------------- | --------------------- | ---------- | ------ |
| 3 juny 2022   | Willian José  | Reial Societat | Clàusula de rescissió | €8.5m      | [ 91 ] |
| 1 juliol 2022 | Luiz Henrique | Fluminense FC  | Traspàs               | €13M       | [ 92 ] |
| 4 juliol 2022 | Luiz Felipe   | SS Lazio       | Traspàs               | No revelat | [ 93 ] |

#### Sortides
| Data            | Jugador        | A               | Tipus   | Cost       | Ref    |
| --------------- | -------------- | --------------- | ------- | ---------- | ------ |
| 29 juliol 2022  | Diego Lainez   | SC Braga        | Cessió  | Cessió     | [ 94 ] |
| 9 agost 2022    | Joel Robles    | Leeds United FC | Traspàs | Sense cost | [ 95 ] |
| 14 agost 2022   | Marc Bartra    | Trabzonspor     | Traspàs | €1.25m     | [ 96 ] |
| 26 agost 2022   | Cristian Tello | Los Angeles FC  | Traspàs | Sense cost | [ 97 ] |
| 1 setembre 2022 | Rober          | Alavés          | Cessió  | Cessió     | [ 98 ] |

## Cadis CF

#### Entrades
| Data           | Jugador           | Des de           | Tipus                 | Cost       | Ref     |
| -------------- | ----------------- | ---------------- | --------------------- | ---------- | ------- |
| 1 juliol 2022  | Awer Mabil        | Midtjylland      | Clàusula de rescissió | No revelat | [ 99 ]  |
| 6 juliol 2022  | Víctor Chust      | Reial Madrid     | Traspàs               | No revelat | [ 100 ] |
| 11 juliol 2022 | Joseba Zaldúa     | Reial Societat   | Traspàs               | No revelat | [ 101 ] |
| 7 agost 2022   | Fede San Emeterio | Reial Valladolid | Traspàs               | No revelat | [ 102 ] |
| 18 agost 2022  | Antonio Blanco    | Reial Madrid     | Cessió                | Cessió     | [ 103 ] |
| 26 agost 2022  | Théo Bongonda     | KRC Genk         | Traspàs               | No revelat | [ 104 ] |
| 28 agost 2022  | Brian Ocampo      | Nacional         | Traspàs               | No revelat | [ 105 ] |

#### Sortides
| Data            | Jugador          | A                       | Tipus   | Cost       | Ref             |
| --------------- | ---------------- | ----------------------- | ------- | ---------- | --------------- |
| 1 juliol 2022   | Salvi            | Rayo Vallecano          | Traspàs | Sense cost | [ 106 ]         |
| 4 juliol 2022   | Varazdat Haroyan | Anorthosis Famagusta    | Traspàs | Sense cost | [ 107 ] [ 108 ] |
| 7 juliol 2022   | Juan Flere       | Algeciras CF            | Cessió  | Cessió     | [ 109 ]         |
| 9 juliol 2022   | Manu Nieto       | FC Andorra              | Traspàs | No revelat | [ 110 ]         |
| 20 juliol 2022  | Álvaro Jiménez   | UD Las Palmas           | Cessió  | Cessió     | [ 111 ]         |
| 4 agost 2022    | Raúl Parra       | CD Mirandés             | Cessió  | Cessió     | [ 112 ]         |
| 10 agost 2022   | Milutin Osmajić  | FC Vizela               | Cessió  | Cessió     | [ 113 ]         |
| 31 agost 2022   | Martín Calderón  | Celta de Vigo B         | Cessió  | Cessió     | [ 114 ]         |
| 1 setembre 2022 | Iván Chapela     | Unionistas de Salamanca | Cessió  | Cessió     | [ 115 ]         |
| 1 setembre 2022 | Alberto Perea    | Granada CF              | Traspàs | Sense cost | [ 116 ] [ 117 ] |
| 1 setembre 2022 | Jorge Pombo      | Racing de Santander     | Traspàs | Sense cost | [ 118 ] [ 119 ] |

## Celta de Vigo

#### Entrades
| Data            | Jugador              | Des de              | Tipus   | Cost       | Ref     |
| --------------- | -------------------- | ------------------- | ------- | ---------- | ------- |
| 1 juliol 2022   | Williot Swedberg     | Hammarby            | Traspàs | €4,7M      | [ 120 ] |
| 8 juliol 2022   | Luca de la Torre     | Heracles Almelo     | Traspàs | €1,9M      | [ 121 ] |
| 8 juliol 2022   | Óscar Rodríguez      | Sevilla FC          | Cessió  | Sense cost | [ 122 ] |
| 20 juliol 2022  | Unai Núñez           | Athletic Club       | Cessió  | Cessió     | [ 37 ]  |
| 26 juliol 2022  | Julen Lobete         | Reial Societat      | Traspàs | No revelat | [ 123 ] |
| 30 juliol 2022  | Óscar Mingueza       | FC Barcelona        | Traspàs | No revelat | [ 77 ]  |
| 2 agost 2022    | Agustín Marchesín    | FC Porto            | Traspàs | No revelat | [ 124 ] |
| 6 agost 2022    | Gonçalo Paciência    | Eintracht Frankfurt | Traspàs | No revelat | [ 125 ] |
| 8 agost 2022    | Carles Pérez         | AS Roma             | Cessió  | Cessió     | [ 126 ] |
| 1 setembre 2022 | Jørgen Strand Larsen | FC Groningen        | Traspàs | No revelat | [ 127 ] |

#### Sortides
| Data            | Jugador           | A                       | Tipus            | Cost             | Ref             |
| --------------- | ----------------- | ----------------------- | ---------------- | ---------------- | --------------- |
| 1 juliol 2022   | Alfon             | Racing de Santander     | Cessió           | Cessió           | [ 128 ]         |
| 1 juliol 2022   | Néstor Araujo     | América                 | Traspàs          | No revelat fee   | [ 129 ]         |
| 1 juliol 2022   | Gabriel Fernández | Juárez                  | Cessió extension | Cessió extension | [ 130 ]         |
| 1 juliol 2022   | José Fontán       | Go Ahead Eagles         | Cessió           | Cessió           | [ 131 ]         |
| 1 juliol 2022   | Jordan Holsgrove  | Paços de Ferreira       | Traspàs          | No revelat fee   | [ 132 ]         |
| 1 juliol 2022   | Emre Mor          | Alliberat               | Alliberat        | Alliberat        |                 |
| 1 juliol 2022   | Okay Yokuşlu      | West Bromwich Albion FC | Traspàs          | Sense cost       | [ 133 ] [ 134 ] |
| 6 juliol 2022   | Brais Méndez      | Reial Societat          | Traspàs          | No revelat       | [ 135 ]         |
| 15 juliol 2022  | Orbelín Pineda    | AEK Atenes FC           | Cessió           | Cessió           | [ 136 ]         |
| 20 juliol 2022  | Rubén Blanco      | Olympique de Marsella   | Cessió           | Cessió           | [ 137 ]         |
| 28 juliol 2022  | Julen Lobete      | RKC Waalwijk            | Cessió           | Cessió           | [ 138 ]         |
| 5 agost 2022    | Sergio Carreira   | Vila-real B             | Cessió           | Cessió           | [ 139 ]         |
| 23 agost 2022   | Santi Mina        | Al Shabab               | Cessió           | Cessió           | [ 140 ]         |
| 31 agost 2022   | Miguel Baeza      | Rio Ave FC              | Cessió           | Cessió           | [ 141 ]         |
| 5 setembre 2022 | Nolito            | UE Eivissa              | Traspàs          | Sense cost       | [ 142 ]         |

## Elx

#### Entrades
| Data            | Jugador            | Des de                | Tipus                 | Cost       | Ref     |
| --------------- | ------------------ | --------------------- | --------------------- | ---------- | ------- |
| 1 juny 2022     | Ezequiel Ponce     | FK Spartak Moscou     | Clàusula de rescissió | No revelat | [ 143 ] |
| 21 juliol 2022  | Carlos Clerc       | Llevant UE            | Traspàs               | Sense cost | [ 144 ] |
| 4 agost 2022    | Roger Martí        | Llevant UE            | Traspàs               | No revelat | [ 145 ] |
| 8 agost 2022    | Lautaro Blanco     | Rosario Central       | Traspàs               | No revelat | [ 146 ] |
| 12 agost 2022   | Pol Lirola         | Olympique de Marsella | Cessió                | Cessió     | [ 147 ] |
| 15 agost 2022   | Álex Collado       | FC Barcelona          | Cessió                | Cessió     | [ 81 ]  |
| 16 agost 2022   | Domingos Quina     | Watford FC            | Cessió                | Cessió     | [ 148 ] |
| 1 setembre 2022 | Federico Fernández | Newcastle United FC   | Traspàs               | No revelat | [ 149 ] |
| 1 setembre 2022 | Nicolás Fernández  | San Lorenzo           | Traspàs               | No revelat | [ 150 ] |

#### Sortides
| Data            | Jugador        | A                | Tipus   | Cost       | Ref             |
| --------------- | -------------- | ---------------- | ------- | ---------- | --------------- |
| 1 juliol 2022   | Iván Marcone   | CA Independiente | Traspàs | €1,9M      | [ 151 ]         |
| 30 juliol 2022  | José Salinas   | CD Mirandés      | Cessió  | Cessió     | [ 152 ]         |
| 8 agost 2022    | Lautaro Blanco | Rosario Central  | Cessió  | Cessió     | [ 146 ]         |
| 12 agost 2022   | Josema         | CD Leganés       | Traspàs | Sense cost | [ 153 ] [ 154 ] |
| 1 setembre 2022 | Mourad Daoudi  | Burgos CF        | Cessió  | Cessió     | [ 155 ]         |
| 1 setembre 2022 | Johan Mojica   | Vila-real CF     | Traspàs | No revelat | [ 156 ]         |

## Espanyol

#### Entrades
| Data            | Jugador            | Des de       | Tipus                 | Cost              | Ref           |
| --------------- | ------------------ | ------------ | --------------------- | ----------------- | ------------- |
| 1 juliol 2022   | Joselu             | Alavés       | Traspàs               | Sense cost        | [ 157 ]       |
| 1 juliol 2022   | Pol Lozano         | Girona FC    | Retorna de cessió     | Retorna de cessió | [ 158 ]       |
| 1 juliol 2022   | Brian Oliván       | RCD Mallorca | Traspàs               | Sense cost        | [ 159 ]       |
| 8 juliol 2022   | Vinícius Souza     | Lommel       | Cessió                | Cessió            | [ 160 ]       |
| 13 juliol 2022  | Benjamin Lecomte   | AS Monaco    | Cessió                | Cessió            | [ 161 ]       |
| 13 juliol 2022  | Tonny Vilhena      | FC Krasnodar | Clàusula de rescissió | No revelat        | [ 162 ]       |
| 8 agost 2022    | Edu Expósito       | SD Eibar     | Traspàs               | No revelat        | [ 163 ]       |
| 22 agost 2022   | Dani Gómez         | Llevant UE   | Cessió                | Cessió            | [ 164 ]       |
| 24 agost 2022   | José Carlos Lazo   | UD Almería   | Traspàs               | No revelat        | [ 22 ]        |
| 31 agost 2022   | Álvaro Fernández   | SD Huesca    | Cessió                | Cessió            | [ 165 ]       |
| 1 setembre 2022 | Martin Braithwaite | FC Barcelona | Traspàs               | Sense cost        | [ 85 ] [ 86 ] |

#### Sortides
| Data             | Jugador        | A              | Tipus           | Cost            | Ref             |
| ---------------- | -------------- | -------------- | --------------- | --------------- | --------------- |
| 1 juliol 2022    | Diego López    | Rayo Vallecano | Fi de contracte | Fi de contracte | [ 166 ] [ 167 ] |
| 1 juliol 2022    | Álvaro García  | UE Eivissa     | Cessió          | Cessió          | [ 168 ]         |
| 1 juliol 2022    | Víctor Gómez   | SC Braga       | Cessió          | Cessió          | [ 169 ]         |
| 1 juliol 2022    | Óscar Melendo  | Granada CF     | Traspàs         | Sense cost      | [ 170 ] [ 171 ] |
| 1 juliol 2022    | Fran Mérida    | Alliberat      | Alliberat       | Alliberat       | [ 172 ]         |
| 1 juliol 2022    | Oier Olazábal  | Alliberat      | Alliberat       | Alliberat       | [ 173 ]         |
| 1 juliol 2022    | Dídac Vilà     | Alliberat      | Alliberat       | Alliberat       | [ 174 ]         |
| 11 juliol 2022   | Miguelón       | Reial Oviedo   | Cessió          | Cessió          | [ 175 ]         |
| 22 juliol 2022   | Álvaro Vadillo | SD Eibar       | Cessió          | Cessió          | [ 176 ]         |
| 25 juliol 2022   | David López    | Girona FC      | Traspàs         | Sense cost      | [ 177 ]         |
| 10 agost 2022    | Tonny Vilhena  | Salernitana    | Cessió          | Cessió          | [ 178 ]         |
| 11 agost 2022    | Wu Lei         | Shanghai Port  | Traspàs         | No revelat      | [ 179 ]         |
| 14 agost 2022    | Jofre Carreras | CD Mirandés    | Cessió          | Cessió          | [ 180 ]         |
| 24 agost 2022    | Adri Embarba   | UD Almería     | Traspàs         | No revelat      | [ 12 ]          |
| 24 agost 2022    | Matías Vargas  | Shanghai Port  | Traspàs         | €3.5m           | [ 181 ]         |
| 30 agost 2022    | Landry Dimata  | NEC            | Cessió          | Cessió          | [ 182 ]         |
| 13 setembre 2022 | Raúl de Tomás  | Rayo Vallecano | Traspàs         | No revelat      | [ 183 ]         |

## Getafe

#### Entrades
| Data            | Jugador           | Des de                | Tipus   | Cost       | Ref     |
| --------------- | ----------------- | --------------------- | ------- | ---------- | ------- |
| 1 juliol 2022   | Portu             | Reial Societat        | Cessió  | Cessió     | [ 184 ] |
| 1 juliol 2022   | Jaime Seoane      | SD Huesca             | Traspàs | Sense cost | [ 185 ] |
| 11 juliol 2022  | Domingos Duarte   | Granada CF            | Traspàs | No revelat | [ 186 ] |
| 14 juliol 2022  | Fabrizio Angileri | River Plate           | Traspàs | No revelat | [ 187 ] |
| 25 juliol 2022  | Luis Milla        | Granada CF            | Traspàs | No revelat | [ 188 ] |
| 1 agost 2022    | Borja Mayoral     | Reial Madrid          | Traspàs | No revelat | [ 189 ] |
| 10 agost 2022   | Kiko Casilla      | Leeds United FC       | Traspàs | Sense cost | [ 190 ] |
| 19 agost 2022   | Omar Alderete     | Hertha BSC            | Cessió  | Cessió     | [ 191 ] |
| 26 agost 2022   | Juanmi Latasa     | Reial Madrid          | Cessió  | Cessió     | [ 192 ] |
| 31 agost 2022   | Munir El Haddadi  | Sevilla FC            | Traspàs | No revelat | [ 193 ] |
| 1 setembre 2022 | Jordan Amavi      | Olympique de Marsella | Cessió  | Cessió     | [ 194 ] |

#### Sortides
| Data           | Jugador         | A               | Tipus                 | Cost       | Ref             |
| -------------- | --------------- | --------------- | --------------------- | ---------- | --------------- |
| 1 juliol 2022  | Hugo Duro       | València CF     | Clàusula de rescissió | €4m        | [ 195 ]         |
| 1 juliol 2022  | Mathías Olivera | SSC Napoli      | Traspàs               | No revelat | [ 196 ]         |
| 5 juliol 2022  | Darío Poveda    | UE Eivissa      | Cessió                | Cessió     | [ 197 ]         |
| 15 juliol 2022 | Rubén Yáñez     | Màlaga CF       | Traspàs               | Sense cost | [ 198 ]         |
| 21 juliol 2022 | Chema           | SD Eibar        | Traspàs               | Sense cost | [ 199 ] [ 200 ] |
| 21 juliol 2022 | Jack Harper     | Hèrcules CF     | Cessió                | Cessió     | [ 201 ]         |
| 26 juliol 2022 | Miguel Ángel    | Granada CF      | Traspàs               | No revelat | [ 202 ]         |
| 26 juliol 2022 | Erick Cabaco    | Granada CF      | Cessió                | Cessió     | [ 203 ]         |
| 26 juliol 2022 | Ignasi Miquel   | Granada CF      | Traspàs               | Sense cost | [ 204 ] [ 205 ] |
| 26 juliol 2022 | Jonathan Silva  | Granada CF      | Cessió                | Cessió     | [ 206 ]         |
| 8 agost 2022   | Sabit Abdulai   | SD Ponferradina | Cessió                | Cessió     | [ 207 ]         |
| 10 agost 2022  | Jakub Jankto    | Sparta Prague   | Cessió                | Cessió     | [ 208 ]         |

## Girona

#### Entrades
| Data            | Jugador              | Des de             | Tipus            | Cost             | Ref     |
| --------------- | -------------------- | ------------------ | ---------------- | ---------------- | ------- |
| 4 juliol 2022   | Iván Marin           | Vila-real CF       | Cessió extension | Cessió extension | [ 209 ] |
| 25 juliol 2022  | Valentín Castellanos | New York City      | Cessió           | Cessió           | [ 210 ] |
| 25 juliol 2022  | Yan Couto            | Manchester City FC | Cessió           | Cessió           | [ 211 ] |
| 25 juliol 2022  | David López          | RCD Espanyol       | Traspàs          | Sense cost       | [ 177 ] |
| 1 agost 2022    | Rodrigo Riquelme     | Atlètic de Madrid  | Cessió           | Cessió           | [ 57 ]  |
| 2 agost 2022    | Yangel Herrera       | Manchester City FC | Cessió           | Cessió           | [ 212 ] |
| 5 agost 2022    | Miguel Gutiérrez     | Reial Madrid       | Traspàs          | No revelat       | [ 213 ] |
| 19 agost 2022   | Javi Hernández       | CD Leganés         | Cessió           | Cessió           | [ 214 ] |
| 19 agost 2022   | Reinier              | Reial Madrid       | Cessió           | Cessió           | [ 215 ] |
| 1 setembre 2022 | Toni Fuidias         | Reial Madrid       | Traspàs          | No revelat       | [ 216 ] |
| 1 setembre 2022 | Paulo Gazzaniga      | Fulham FC          | Cessió           | Cessió           | [ 217 ] |
| 1 setembre 2022 | Oriol Romeu          | Southampton FC     | Traspàs          | No revelat       | [ 218 ] |
| 1 setembre 2022 | Manu Vallejo         | València CF        | Traspàs          | No revelat       | [ 219 ] |
| 1 setembre 2022 | Toni Villa           | Reial Valladolid   | Traspàs          | No revelat       | [ 220 ] |

#### Sortides
| Data           | Jugador          | A                  | Tipus             | Cost              | Ref             |
| -------------- | ---------------- | ------------------ | ----------------- | ----------------- | --------------- |
| 1 juliol 2022  | Álex Baena       | Vila-real CF       | Retorna de cessió | Retorna de cessió | [ 158 ]         |
| 1 juliol 2022  | Nahuel Bustos    | Manchester City FC | Retorna de cessió | Retorna de cessió | [ 158 ]         |
| 1 juliol 2022  | Jairo Izquierdo  | FC Cartagena       | Traspàs           | Sense cost        | [ 158 ] [ 221 ] |
| 1 juliol 2022  | David Juncà      | Alliberat          | Alliberat         | Alliberat         | [ 158 ]         |
| 1 juliol 2022  | Pol Lozano       | RCD Espanyol       | Retorna de cessió | Retorna de cessió | [ 158 ]         |
| 1 juliol 2022  | Pablo Moreno     | Manchester City FC | Retorna de cessió | Retorna de cessió | [ 158 ]         |
| 1 juliol 2022  | Víctor Sánchez   | Alliberat          | Alliberat         | Alliberat         | [ 158 ]         |
| 1 juliol 2022  | Darío Sarmiento  | Manchester City FC | Retorna de cessió | Retorna de cessió | [ 158 ]         |
| 10 juliol 2022 | Jordi Calavera   | CD Lugo            | Traspàs           | Sense cost        | [ 222 ]         |
| 14 juliol 2022 | Álex Gallar      | Alliberat          | Alliberat         | Alliberat         | [ 223 ]         |
| 19 juliol 2022 | Jonathan Dubasin | Albacete Balompié  | Traspàs           | No revelat        | [ 224 ]         |
| 5 agost 2022   | Adrià Ortolá     | Deinze             | Traspàs           | Sense cost        | [ 225 ] [ 226 ] |
| 29 agost 2022  | Pau Víctor       | CE Sabadell        | Cessió            | Cessió            | [ 227 ]         |
| 29 agost 2022  | Álex Sala        | CE Sabadell        | Cessió            | Cessió            | [ 227 ]         |
| 31 agost 2022  | Eric Monjonell   | Lommel             | Cessió            | Cessió            | [ 228 ]         |

## Mallorca

#### Entrades
| Data            | Jugador            | Des de           | Tipus                 | Cost       | Ref     |
| --------------- | ------------------ | ---------------- | --------------------- | ---------- | ------- |
| 1 juliol 2022   | Pablo Maffeo       | VfB Stuttgart    | Clàusula de rescissió | No revelat | [ 229 ] |
| 1 juliol 2022   | José Manuel Copete | SD Ponferradina  | Traspàs               | Sense cost | [ 230 ] |
| 22 juliol 2022  | Vedat Muriqi       | SS Lazio         | Traspàs               | No revelat | [ 231 ] |
| 22 juliol 2022  | Predrag Rajković   | Reims            | Traspàs               | €4.5m      | [ 232 ] |
| 29 juliol 2022  | Rodrigo Battaglia  | Sporting CP      | Traspàs               | No revelat | [ 233 ] |
| 29 agost 2022   | Tino Kadewere      | Olympique de Lió | Cessió                | Cessió     | [ 234 ] |
| 1 setembre 2022 | Matija Nastasić    | ACF Fiorentina   | Traspàs               | Sense cost | [ 235 ] |

#### Sortides
| Data            | Jugador           | A                | Tipus     | Cost       | Ref             |
| --------------- | ----------------- | ---------------- | --------- | ---------- | --------------- |
| 1 juliol 2022   | Salva Sevilla     | Alavés           | Traspàs   | Sense cost | [ 236 ]         |
| 1 juliol 2022   | Brian Oliván      | RCD Espanyol     | Traspàs   | Sense cost | [ 159 ]         |
| 3 juliol 2022   | Aleksandar Sedlar | Alavés           | Traspàs   | Sense cost | [ 237 ] [ 238 ] |
| 4 juliol 2022   | Aleix Febas       | Alliberat        | Alliberat | Alliberat  | [ 239 ]         |
| 10 agost 2022   | Matthew Hoppe     | Middlesbrough FC | Traspàs   | No revelat | [ 240 ]         |
| 1 setembre 2022 | Álex Alegría      | CF Fuenlabrada   | Cessió    | Cessió     | [ 241 ]         |

## Osasuna

#### Entrades
| Data            | Jugador         | Des de            | Tipus   | Cost       | Ref     |
| --------------- | --------------- | ----------------- | ------- | ---------- | ------- |
| 1 juliol 2022   | Rubén Peña      | Vila-real CF      | Traspàs | Sense cost | [ 242 ] |
| 2 juliol 2022   | Aitor Fernández | Llevant UE        | Traspàs | Sense cost | [ 243 ] |
| 27 juliol 2022  | Manu Sánchez    | Atlètic de Madrid | Cessió  | Cessió     | [ 54 ]  |
| 28 juliol 2022  | Moi Gómez       | Vila-real CF      | Traspàs | €1.8m      | [ 244 ] |
| 1 setembre 2022 | Abde Ezzalzouli | FC Barcelona      | Cessió  | Cessió     | [ 88 ]  |

#### Sortides
| Data            | Jugador       | A                 | Tipus     | Cost       | Ref             |
| --------------- | ------------- | ----------------- | --------- | ---------- | --------------- |
| 1 juny 2022     | Oier          | AEK Làrnaca       | Traspàs   | Sense cost | [ 245 ] [ 246 ] |
| 1 juny 2022     | Iñigo Pérez   | Alliberat         | Alliberat | Alliberat  | [ 247 ]         |
| 1 juny 2022     | Jonás Ramalho | Màlaga CF         | Traspàs   | Sense cost | [ 248 ] [ 249 ] |
| 7 juliol 2022   | Marc Cardona  | UD Las Palmas     | Traspàs   | Sense cost | [ 250 ] [ 251 ] |
| 31 juliol 2022  | Cote          | Sporting de Gijón | Traspàs   | Sense cost | [ 252 ] [ 253 ] |
| 10 agost 2022   | Robert Ibáñez | Llevant UE        | Traspàs   | Sense cost | [ 254 ] [ 255 ] |
| 23 agost 2022   | Jesús Areso   | Burgos CF         | Cessió    | Cessió     | [ 256 ]         |
| 1 setembre 2022 | Javi Martínez | Albacete          | Cessió    | Cessió     | [ 257 ]         |

## Rayo Vallecano

#### Entrades
| Data             | Jugador         | Des de               | Tipus   | Cost       | Ref     |
| ---------------- | --------------- | -------------------- | ------- | ---------- | ------- |
| 1 juliol 2022    | Salvi           | Cadis CF             | Traspàs | Sense cost | [ 106 ] |
| 2 juliol 2022    | Diego López     | RCD Espanyol         | Traspàs | Sense cost | [ 167 ] |
| 29 juliol 2022   | Florian Lejeune | Alavés               | Cessió  | Cessió     | [ 258 ] |
| 3 agost 2022     | Sergio Camello  | Atlètic de Madrid    | Cessió  | Cessió     | [ 58 ]  |
| 31 agost 2022    | Pep Chavarría   | Reial Saragossa      | Traspàs | No revelat | [ 259 ] |
| 1 setembre 2022  | Abdul Mumin     | Vitória de Guimarães | Traspàs | No revelat | [ 260 ] |
| 13 setembre 2022 | Raúl de Tomás   | RCD Espanyol         | Traspàs | No revelat | [ 183 ] |

#### Sortides
| Data           | Jugador        | A            | Tipus   | Cost       | Ref             |
| -------------- | -------------- | ------------ | ------- | ---------- | --------------- |
| 1 juliol 2022  | Luca Zidane    | SD Eibar     | Traspàs | Sense cost | [ 261 ] [ 262 ] |
| 3 juliol 2022  | Martín Pascual | UE Eivissa   | Cessió  | Cessió     | [ 263 ]         |
| 7 juliol 2022  | Jorge Moreno   | Córdoba CF   | Cessió  | Cessió     | [ 264 ]         |
| 14 juliol 2022 | Joni Montiel   | Llevant UE   | Cessió  | Cessió     | [ 265 ]         |
| 30 agost 2022  | Sergio Moreno  | CA Osasuna B | Cessió  | Cessió     | [ 266 ]         |

## Reial Madrid

#### Entrades
| Data          | Jugador             | Des de     | Tipus   | Cost       | Ref     |
| ------------- | ------------------- | ---------- | ------- | ---------- | ------- |
| 1 juliol 2022 | Aurélien Tchouaméni | AS Monaco  | Traspàs | €80M       | [ 267 ] |
| 1 juliol 2022 | Antonio Rüdiger     | Chelsea FC | Traspàs | Sense cost | [ 268 ] |

#### Sortides
| Data            | Jugador          | A                    | Tipus     | Cost       | Ref             |
| --------------- | ---------------- | -------------------- | --------- | ---------- | --------------- |
| 1 juliol 2022   | Gareth Bale      | Los Angeles          | Alliberat | Alliberat  | [ 269 ]         |
| 1 juliol 2022   | Isco             | Sevilla FC           | Alliberat | Alliberat  | [ 270 ] [ 271 ] |
| 1 juliol 2022   | Marcelo          | Alliberat            | Alliberat | Alliberat  | [ 272 ]         |
| 6 juliol 2022   | Víctor Chust     | Cadis CF             | Traspàs   | No revelat | [ 100 ]         |
| 8 juliol 2022   | Luka Jović       | ACF Fiorentina       | Traspàs   | No revelat | [ 273 ]         |
| 12 juliol 2022  | Mario Gila       | SS Lazio             | Traspàs   | No revelat | [ 274 ]         |
| 18 juliol 2022  | Diego Altube     | Albacete Balompié    | Traspàs   | No revelat | [ 275 ]         |
| 19 juliol 2022  | Takefusa Kubo    | Reial Societat       | Traspàs   | No revelat | [ 276 ]         |
| 1 agost 2022    | Borja Mayoral    | Getafe CF            | Traspàs   | No revelat | [ 189 ]         |
| 5 agost 2022    | Miguel Gutiérrez | Girona FC            | Traspàs   | No revelat | [ 213 ]         |
| 12 agost 2022   | Marvin Park      | UD Las Palmas        | Cessió    | Cessió     | [ 277 ]         |
| 18 agost 2022   | Antonio Blanco   | Cadis CF             | Cessió    | Cessió     | [ 103 ]         |
| 19 agost 2022   | Casemiro         | Manchester United FC | Traspàs   | No revelat | [ 278 ]         |
| 19 agost 2022   | Reinier          | Girona FC            | Cessió    | Cessió     | [ 215 ]         |
| 26 agost 2022   | Juanmi Latasa    | Getafe               | Cessió    | Cessió     | [ 192 ]         |
| 1 setembre 2022 | Toni Fuidias     | Girona FC            | Traspàs   | No revelat | [ 216 ]         |

## Reial Societat

#### Entrades
| Data            | Jugador           | Des de        | Tipus   | Cost       | Ref     |
| --------------- | ----------------- | ------------- | ------- | ---------- | ------- |
| 1 juliol 2022   | Mohamed-Ali Cho   | Angers SCO    | Traspàs | €12m       | [ 279 ] |
| 6 juliol 2022   | Brais Méndez      | Celta de Vigo | Traspàs | €14m       | [ 135 ] |
| 19 juliol 2022  | Takefusa Kubo     | Reial Madrid  | Traspàs | No revelat | [ 276 ] |
| 29 agost 2022   | Alexander Sørloth | RB Leipzig    | Cessió  | Cessió     | [ 280 ] |
| 1 setembre 2022 | Umar Sadiq        | UD Almería    | Traspàs | No revelat | [ 25 ]  |

#### Sortides
| Data           | Jugador           | A                   | Tipus                 | Cost              | Ref.    |
| -------------- | ----------------- | ------------------- | --------------------- | ----------------- | ------- |
| 3 juny 2022    | Willian José      | Reial Betis         | Clàusula de rescissió | €8.5m             | [ 91 ]  |
| 1 juliol 2022  | Portu             | Getafe CF           | Cessió                | Cessió            | [ 184 ] |
| 1 juliol 2022  | Alexander Sørloth | RB Leipzig          | Retorna de cessió     | Retorna de cessió | [ 281 ] |
| 11 juliol 2022 | Jon Guridi        | Alavés              | Traspàs               | Sense cost        | [ 282 ] |
| 11 juliol 2022 | Modibo Sagnan     | FC Utrecht          | Cessió                | Cessió            | [ 283 ] |
| 11 juliol 2022 | Joseba Zaldúa     | Cadis CF            | Traspàs               | Sense cost        | [ 284 ] |
| 22 juliol 2022 | Jon Bautista      | SD Eibar            | Traspàs               | No revelat        | [ 285 ] |
| 26 juliol 2022 | Julen Lobete      | Celta de Vigo       | Traspàs               | No revelat        | [ 123 ] |
| 2 agost 2022   | Naïs Djouahra     | NK Rijeka           | Traspàs               | €750k             | [ 286 ] |
| 9 agost 2022   | Mathew Ryan       | FC Copenhagen       | Traspàs               | €5m               | [ 287 ] |
| 26 agost 2022  | Alexander Isak    | Newcastle United FC | Traspàs               | €72m              | [ 288 ] |
| 31 agost 2022  | Adnan Januzaj     | Sevilla FC          | Traspàs               | Sense cost        | [ 289 ] |

## Sevilla

#### Entrades
| Data            | Jugador        | Des de               | Tipus   | Cost       | Ref     |
| --------------- | -------------- | -------------------- | ------- | ---------- | ------- |
| 11 juliol 2022  | Marcão         | Galatasaray          | Traspàs | €15m       | [ 290 ] |
| 4 agost 2022    | Alex Telles    | Manchester United FC | Cessió  | Cessió     | [ 291 ] |
| 8 agost 2022    | Isco           | Reial Madrid         | Traspàs | Sense cost | [ 271 ] |
| 17 agost 2022   | Tanguy Nianzou | Bayern de Múnic      | Traspàs | €16m       | [ 292 ] |
| 31 agost 2022   | Adnan Januzaj  | Reial Societat       | Traspàs | Sense cost | [ 289 ] |
| 1 setembre 2022 | Kasper Dolberg | OGC Nice             | Cessió  | Cessió     | [ 293 ] |

#### Sortides
| Data           | Jugador             | A                    | Tipus                 | Cost              | Ref     |
| -------------- | ------------------- | -------------------- | --------------------- | ----------------- | ------- |
| 1 juny 2022    | Diego Carlos        | Aston Villa FC       | Traspàs               | £26m              | [ 294 ] |
| 6 juny 2022    | Alejandro Pozo      | UD Almería           | Clàusula de rescissió | No revelat        | [ 3 ]   |
| 1 juliol 2022  | Anthony Martial     | Manchester United FC | Retorna de cessió     | Retorna de cessió |         |
| 2 juliol 2022  | Luuk de Jong        | PSV Eindhoven        | Traspàs               | £3.5m             | [ 295 ] |
| 7 juliol 2022  | Javi Díaz           | CD Tenerife          | Traspàs               | No revelat        | [ 296 ] |
| 8 juliol 2022  | Óscar Rodríguez     | Celta de Vigo        | Cessió                | Cessió            | [ 297 ] |
| 11 juliol 2022 | Ludwig Augustinsson | Aston Villa FC       | Cessió                | Cessió            | [ 298 ] |
| 11 juliol 2022 | Juan Berrocal       | SD Eibar             | Traspàs               | No revelat        | [ 299 ] |
| 27 juliol 2022 | Oussama Idrissi     | Feyenoord            | Cessió                | Cessió            | [ 300 ] |
| 29 juliol 2022 | Jules Koundé        | FC Barcelona         | Traspàs               | €50m              | [ 66 ]  |
| 8 agost 2022   | Juanlu Sánchez      | CD Mirandés          | Cessió                | Cessió            | [ 301 ] |
| 10 agost 2022  | Antonio Zarzana     | Marítimo             | Cessió                | Cessió            | [ 302 ] |
| 24 agost 2022  | Rony Lopes          | ES Troyes AC         | Cessió                | Cessió            | [ 303 ] |
| 31 agost 2022  | Munir El Haddadi    | Getafe CF            | Traspàs               | No revelat        | [ 193 ] |
| 31 agost 2022  | Lucas Ocampos       | AFC Ajax             | Cessió                | Cessió            | [ 304 ] |
| 31 agost 2022  | Iván Romero         | CD Tenerife          | Cessió                | Cessió            | [ 305 ] |

## València

#### Entrades
| Data             | Jugador         | Des de               | Tipus                 | Cost       | Ref     |
| ---------------- | --------------- | -------------------- | --------------------- | ---------- | ------- |
| 1 juliol 2022    | Hugo Duro       | Getafe CF            | Clàusula de rescissió | €4m        | [ 195 ] |
| 12 juliol 2022   | Samu Castillejo | AC Milan             | Traspàs               | No revelat | [ 306 ] |
| 28 juliol 2022   | Samuel Lino     | Atlètic de Madrid    | Cessió                | Cessió     | [ 55 ]  |
| 13 agost 2022    | Nico González   | FC Barcelona         | Cessió                | Cessió     | [ 80 ]  |
| 25 agost 2022    | André Almeida   | Vitória de Guimarães | Traspàs               | No revelat | [ 307 ] |
| 25 agost 2022    | Cenk Özkacar    | Olympique de Lió     | Cessió                | Cessió     | [ 308 ] |
| 29 agost 2022    | Edinson Cavani  | Manchester United FC | Traspàs               | Sense cost | [ 309 ] |
| 1 setembre 2022  | Justin Kluivert | AS Roma              | Cessió                | Cessió     | [ 310 ] |
| 1 setembre 2022  | Ilaix Moriba    | RB Leipzig           | Cessió                | Cessió     | [ 311 ] |
| 26 setembre 2022 | Iago Herrerín   | Al Raed              | Traspàs               | Sense cost | [ 312 ] |

#### Sortides
| Data            | Jugador               | A                      | Tipus     | Cost       | Ref     |
| --------------- | --------------------- | ---------------------- | --------- | ---------- | ------- |
| 1 juliol 2022   | Denis Cheryshev       | Alliberat              | Alliberat | Alliberat  | [ 313 ] |
| 5 juliol 2022   | Jorge Sáenz           | CD Leganés             | Cessió    | Cessió     | [ 314 ] |
| 19 juliol 2022  | Alessandro Burlamaqui | CD Badajoz             | Cessió    | Cessió     | [ 315 ] |
| 8 agost 2022    | Jasper Cillessen      | NEC                    | Traspàs   | No revelat | [ 316 ] |
| 8 agost 2022    | Gonçalo Guedes        | Wolverhampton Wanders  | Traspàs   | €41.5m     | [ 317 ] |
| 25 agost 2022   | Koba Koindredi        | Reial Oviedo           | Cessió    | Cessió     | [ 318 ] |
| 1 setembre 2022 | Uroš Račić            | SC Braga               | Cessió    | Cessió     | [ 319 ] |
| 1 setembre 2022 | Carlos Soler          | Paris Saint-Germain FC | Traspàs   | No revelat | [ 320 ] |
| 1 setembre 2022 | Manu Vallejo          | Girona FC              | Traspàs   | No revelat | [ 219 ] |

## Valladolid

#### Entrades
| Data            | Jugador         | Des de             | Tipus                 | Cost       | Ref     |
| --------------- | --------------- | ------------------ | --------------------- | ---------- | ------- |
| 6 juny 2022     | Monchu          | Granada CF         | Traspàs               | No revelat | [ 321 ] |
| 1 juliol 2022   | Iván Sánchez    | Birmingham City FC | Traspàs               | €100k      | [ 322 ] |
| 7 juliol 2022   | Sergio Asenjo   | Vila-real CF       | Traspàs               | Sense cost | [ 323 ] |
| 11 juliol 2022  | Gonzalo Plata   | Sporting CP        | Clàusula de rescissió | No revelat | [ 324 ] |
| 13 juliol 2022  | Sergio Escudero | Granada CF         | Traspàs               | Sense cost | [ 325 ] |
| 12 agost 2022   | Mickaël Malsa   | Llevant UE         | Traspàs               | No revelat | [ 326 ] |
| 24 agost 2022   | Zouhair Feddal  | Sporting CP        | Traspàs               | Sense cost | [ 327 ] |
| 1 setembre 2022 | Kenedy          | Chelsea FC         | Traspàs               | No revelat | [ 328 ] |
| 1 setembre 2022 | Juanjo Narváez  | Reial Saragossa    | Traspàs               | No revelat | [ 329 ] |

#### Sortides
| Data            | Jugador           | A                      | Tipus     | Cost       | Ref             |
| --------------- | ----------------- | ---------------------- | --------- | ---------- | --------------- |
| 1 juliol 2022   | Saidy Janko       | VfL Bochum             | Cessió    | Cessió     | [ 330 ]         |
| 1 juliol 2022   | Nacho             | Alliberat              | Alliberat | Alliberat  | [ 331 ]         |
| 5 juliol 2022   | Ignasi Vilarrasa  | SD Huesca              | Traspàs   | Sense cost | [ 332 ]         |
| 13 juliol 2022  | Churripi          | Burgos CF              | Traspàs   | No revelat | [ 333 ]         |
| 14 juliol 2022  | Diego Alende      | FC Andorra             | Traspàs   | Sense cost | [ 334 ] [ 335 ] |
| 14 juliol 2022  | Sergio Ortuño     | CE Eldenc              | Cessió    | Cessió     | [ 336 ]         |
| 15 juliol 2022  | Raúl García       | Deportivo de La Coruña | Cessió    | Cessió     | [ 337 ]         |
| 16 juliol 2022  | Paulo Vitor       | Rio Ave FC             | Cessió    | Cessió     | [ 338 ]         |
| 20 juliol 2022  | Kiko              | FC Cartagena           | Traspàs   | Sense cost | [ 339 ]         |
| 7 agost 2022    | Fede San Emeterio | Cadis CF               | Traspàs   | No revelat | [ 102 ]         |
| 12 agost 2022   | Roberto           | Alliberat              | Alliberat | Alliberat  | [ 340 ]         |
| 29 agost 2022   | Sekou Gassama     | Racing de Santander    | Cessió    | Cessió     | [ 341 ]         |
| 30 agost 2022   | Stiven Plaza      | New York Red Bulls     | Traspàs   | No revelat | [ 342 ]         |
| 31 agost 2022   | Isaac Amoah       | Algeciras CF           | Cessió    | Cessió     | [ 343 ]         |
| 1 setembre 2022 | Apa               | Alliberat              | Alliberat | Alliberat  | [ 344 ]         |
| 1 setembre 2022 | Hugo Vallejo      | SD Ponferradina        | Cessió    | Cessió     | [ 345 ]         |
| 1 setembre 2022 | Toni Villa        | Girona FC              | Traspàs   | No revelat | [ 220 ]         |

## Vila-real

#### Entrades
| Data            | Jugador           | Des de               | Tipus             | Cost              | Ref     |
| --------------- | ----------------- | -------------------- | ----------------- | ----------------- | ------- |
| 1 juliol 2022   | Álex Baena        | Girona FC            | Retorna de cessió | Retorna de cessió | [ 158 ] |
| 1 juliol 2022   | José Luis Morales | Llevant UE           | Traspàs           | Sense cost        | [ 346 ] |
| 8 juliol 2022   | Pepe Reina        | SS Lazio             | Traspàs           | Sense cost        | [ 347 ] |
| 28 juliol 2022  | Kiko Femenía      | Watford FC           | Traspàs           | No revelat        | [ 348 ] |
| 14 agost 2022   | Giovani Lo Celso  | Tottenham Hotspur FC | Cessió            | Cessió            | [ 349 ] |
| 1 setembre 2022 | Johan Mojica      | Elx CF               | Traspàs           | No revelat        | [ 156 ] |

#### Sortides
| Data           | Jugador          | A                         | Tipus            | Cost             | Ref     |
| -------------- | ---------------- | ------------------------- | ---------------- | ---------------- | ------- |
| 1 juliol 2022  | Serge Aurier     | Fi de contracte           | Fi de contracte  | Fi de contracte  | [ 350 ] |
| 1 juliol 2022  | Rubén Peña       | CA Osasuna                | Traspàs          | Sense cost       | [ 242 ] |
| 4 juliol 2022  | Iván Marin       | Girona FC                 | Cessió extension | Cessió extension | [ 209 ] |
| 4 juliol 2022  | Xavi Quintillà   | CD Santa Clara            | Traspàs          | No revelat       | [ 351 ] |
| 7 juliol 2022  | Sergio Asenjo    | Reial Valladolid          | Traspàs          | Sense cost       | [ 323 ] |
| 8 juliol 2022  | Álex Millán      | FC Famalicão              | Cessió           | Cessió           | [ 352 ] |
| 28 juliol 2022 | Moi Gómez        | CA Osasuna                | Traspàs          | €1.8m            | [ 244 ] |
| 29 juliol 2022 | Mario Gaspar     | Watford FC                | Traspàs          | Sense cost       | [ 353 ] |
| 29 juliol 2022 | Vicente Iborra   | Llevant UE                | Cessió           | Cessió           | [ 354 ] |
| 16 agost 2022  | Pervis Estupiñán | Brighton & Hove Albion FC | Traspàs          | No revelat       | [ 355 ] |
| 18 agost 2022  | Boulaye Dia      | Salernitana               | Cessió           | Cessió           | [ 356 ] |
| 19 agost 2022  | Paco Alcácer     | Sharjah                   | Traspàs          | Sense cost       | [ 357 ] |